# Електромот

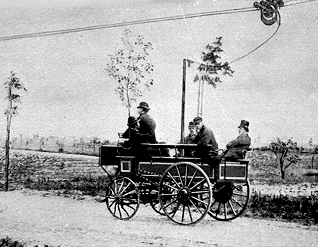
Перший в світі тролейбус, Берлін 1882

Електромо́т (англ. Electromote) — перший в світі безрейковий електричний транспортний засіб, який отримував живлення від контактної мережі, попередник тролейбуса. Вперше електромот був представлений громадськості 29 квітня 1882 року винахідником доктором Вернером фон Сіменсом в Халензеї, передмісті Берліна, Німеччина.
Перша тролейбусна лінія довжиною 591 ярд діяла з 29 квітня по 13 червня 1882 року. Маршрут починався від станції Берлін-Халензеї, йшов до Штрассе 5 (нині Йоахим-Фрідріх-Штрассе) і Штрассе 13 (нинішня Йохан-Георг-Штрассе), перетинаючи Курфюрстендамм на Курфюрстенплац.
Electromote, побудований компанією Siemens & Halske AG — це чотириколісний візок з приводом на задні колеса від двох електродвигунів потужністю 2,2 кіловата через ланцюгову передачу. Тролейбус отримував живлення від контактної мережі постійного струму напругою 550 вольт за допомогою гнучкого кабелю, який тягнув невеликий восьмиколісний візок (нім. Kontaktwagen), котрий котився по контактних дротах.
Цей експериментальний транспортний засіб вже відповідав всім технічним критеріям типового тролейбуса. Після закінчення випробувань 13 червня лінія була закрита, а 20 червня 1882 року — демонтована.